# نعلبری
نعلبری (به انگلیسی: Nalbari) یک منطقهٔ مسکونی در هند است که در بخش نلباری واقع شده‌است. نعلبری ۲۷٬۳۸۹ نفر جمعیت دارد و ۴۲ متر بالاتر از سطح دریا واقع شده‌است.